# Reevesia lumlingensis
Reevesia lumlingensis är en malvaväxtart som beskrevs av Hsiang Hao Hsue och S. J. Xu. Reevesia lumlingensis ingår i släktet Reevesia och familjen malvaväxter. Inga underarter finns listade i Catalogue of Life.